# Antipathella wollastoni
Antipathella wollastoni är en korallart som först beskrevs av Gray 1857.  Antipathella wollastoni ingår i släktet Antipathella och familjen Myriopathidae. Inga underarter finns listade i Catalogue of Life.